# Tractat de Sistova
El Tractat de Sistova va acabar la guerra austro-turca de 1788-1791 entre l'Imperi Otomà i l'Arxiducat d'Àustria, i es va signar a Sistova el 4 d'agost de 1791. Signat amb la mediació d'Holanda, Anglaterra i Prússia, deixava per Turquia els territoris de Moldàvia i Valàquia (gairebé ratificant el tractat de Belgrad de 1739, excepte per la cessió d'Orsowa).